# Batalla de El Memiso
La Batalla de El Memiso fue la tercera batalla más importante de la Guerra de la Independencia Dominicana y se libró el 13 de abril de 1844 en El Memiso, Azua. Tropas dominicanas, una parte del ejército del sur, dirigidas por el general Antonio Duvergé, derrotó a una fuerza superior del ejército haitiano al mando del coronel Pierre Paul.

## La batalla
Después de varios días inactivos en Azua, parten de esta ciudad dos regimientos de línea: el 4.º, comandado por el Coronel Pierre Paul, y el 5.º, mandado por el coronel'Auguste Brouard. Para evitar un encuentro frontal con las fuerzas que tenía el general Pedro Santana en Sabana Buey, Baní, las tropas haitianas siguen el camino de El Maniel (actual San José de Ocoa), bordeando las montañas de El Número y Lomas de Rincón en Azua, en la margen occidental del Río Ocoa.
Las tropas dominicanas hostigan las haitianas y las conducen hacia los desfiladeros de la sección El Pinar de El Maniel. El 13 de abril de 1844, las tropas haitianas son interceptadas en el lugar conocido como El Memiso, en donde los dominicanos, a falta de pertrechos, tuvieron que valerse hasta de derrumbe de peñascos, obligando a los haitianos a retroceder de nuevo hacia Azua. Esta vez, los haitianos tuvieron un momento de triunfo, quedándose con toda la región y con los puestos estratégicos bajo su absoluto dominio. Más tarde ese mismo día, los dominicanos zarpan desde la caleta Agua de la Estancia, en las costas de Baní, en las goletas Separación Dominicana, María Chica y San José, tres de los primeros buques de guerra adquiridos por las Fuerzas Armadas Dominicanas, el primero bajo el mando del coronel Juan Bautista Cambiaso, el segundo capitaneado por el comandante Juan Bautista Maggiolo y el tercero comandado por Ramón Portugués (también conocido como El Portugués). Su misión era acercarse al puerto de Azua para interceptar varios buques de guerra haitianos que poco antes habían llegado al puerto con refuerzos y reaprovisionamientos para las tropas del presidente Charles Rivière-Hérard. Los haitianos fueron obligados a retroceder, dando pie a la primera batalla naval entre Haití y la República Dominicana.